# پیشگیری و درمان کووید-۱۹

جلوگیری از صعود ناگهانی مبتلایان که با نام مسطح کردن منحنی همه‌گیری شناخته می‌شود، کمک می‌کند تا از هجوم بیماران مراجعه‌کننده به خدمات مراقبت‌های بهداشتی جلوگیری شود و همچنین زمان بیشتری را برای توسعهٔ واکسن و درمان فراهم می‌کند. تعداد برابر مبتلایان در یک بازهٔ زمانی بزرگتر، این اجازه را به خدمات مراقبت‌های بهداشتی می‌دهد که بیماران را بهتر مدیریت کنند؛ از این رو مراقبت‌های بهداشتی بسیار با اهمیت است: تا بیمارستان‌ها پر نشوند و قادر به خدمت‌رسانی به همهٔ بیماران باشند.

تاکنون انواع مختلف کروناویروس باعث بیماری‌های همه‌گیر در انسان‌ها شده‌اند. کروناویروس سارس در سال ۲۰۰۳ منجر به نشانگان تنفسی حاد (سارس) شد که با مرگ بیش از ۷۰۰ تن در ۱۷ کشور همراه بود. کروناویروس مرس در سال‌های ۲۰۱۲، ۲۰۱۵ و ۲۰۱۸ در خاورمیانه همه‌گیر شد (و بیماری حاصل از آن نشانگان تنفسی خاورمیانه نامیده می‌شود)؛ این ویروس تاکنون منجر به مرگ بیش از ۸۶۰ تن شده‌است. بیماری کرونای جدید نیز منجر به شیوع ۲۰۱۹-۲۰۲۰ کروناویروس شد که باعث مرگ صدها هزار نفر شده‌است.
این مقاله به مرور روش‌های پیشگیری و درمان عفونت‌های ناشی از کروناویروس (از جمله کرونای جدید) می‌پردازد.

## پیشگیری

جلوگیری از عفونت‌های جدید به‌منظور کاهش تعداد نمونه‌های جدید بیماری (محور عمودی نمودار) در هر زمانی، که بدان «مسطح کردن منحنی» گفته می‌شود، به مراکز و کارکنان درمانی اجازه می‌دهد که همان تعداد بیمار را در یک بازهٔ زمانی مشخص (محور افقی نمودار)، بهتر مدیریت و درمان نمایند. خط نقطه‌چین افقی، ظرفیت سیستم درمانی یک جامعه را نشان می‌دهد. از طرف دیگر، بالابردن ظرفیت خدمات درمانی همچون تعداد تخت‌های بیمارستانی، پرسنل و تجهیزات، که بدان «بالا بردن خط/سطح» نیز گفته می‌شود، می‌تواند به سیستم درمانی کمک کند تا از عهدهٔ افزایش نیاز و تقاضا برآید.

اگر تمهیدات انجام‌شده برای فرونشانی و کاهشِ انتشارِ عفونت کافی نباشد؛ به‌عنوان مثال، محدودیت‌های اجتماعی نظیر خانه‌نشینی و رعایت فاصلهٔ فردی، زودتر از موعد برداشته شوند، همه‌گیری‌های جهانی دوباره اوج خواهد گرفت.

انواع مختلف کروناویروس هم امکان انتقال از حیوانات به انسان و هم امکان انتقال از انسانی به انسان دیگر را داراست. شواهدی در دست نیست که نشان بدهد که کرونای جدید از حیوانات خانگی به انسان قابل انتقال باشد. انتقال فرد به فرد بیماری از طریق قطره‌های ترشحات بینی و دهان که حاوی ویروس هستند صورت می‌گیرد؛ این قطره‌ها معمولاً پس از مسافتی کوتاه به پایین می‌افتند در نتیجه کروناویروس دارای ذرات معلق هواپخش نیست.
توصیه‌های سازمان جهانی بهداشت برای پیش‌گیری از ابتلا به کروناویروس از این قرار هستند:

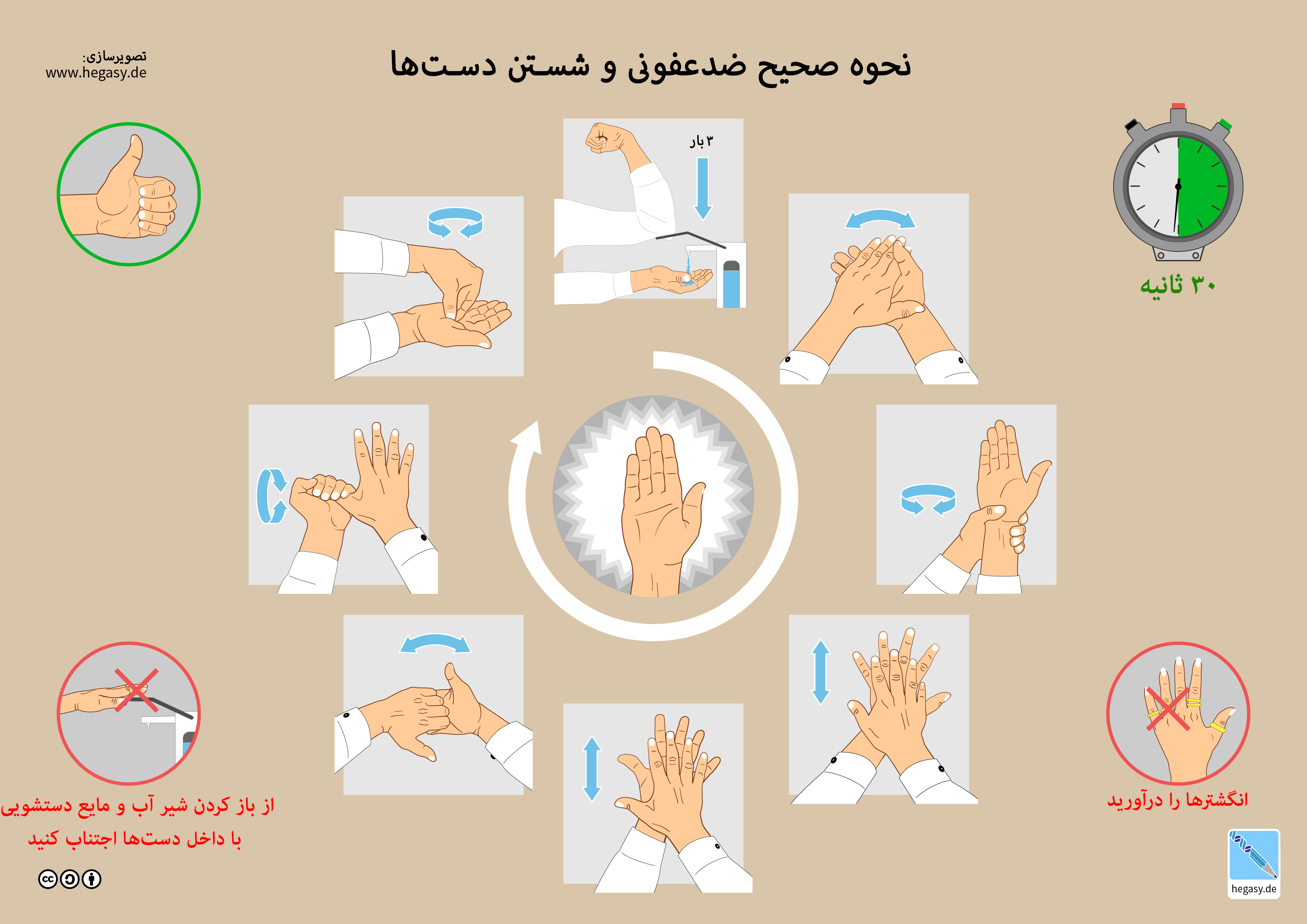
روش صحیح شستن دست‌ها طبق استاندارد اروپایی DIN EN 1500

- تمیز کردن مرتب دست‌ها: شستن دست‌ها با آب و صابون یا تمیز کردن دست‌ها با ضدعفونی‌کننده‌های حاوی الکل می‌تواند این ویروس را از بین ببرد.
- رعایت فاصله از دیگران: رعایت فاصلهٔ دست کم ۱ متری از دیگران، به خصوص از کسانی که سرفه یا عطسه می‌کنند، امکان انتقال ویروس از طریق قطره‌های ترشحات بینی و دهان را کاهش می‌دهد.
- پرهیز از تماس دست با چشم، بینی و دهان: چنانچه دست شخصی به این ویروس آلوده شود، تماس دست با مخاط‌ها می‌تواند منجر به انتقال بیماری بشود بنا بر این باید از تماس دست با مخاط‌ها پرهیز کرد.
- بهداشت تنفسی: پوشاندن دهان و بینی در زمان سرفه یا عطسه می‌تواند از پخش شدن قطره‌های ترشحات که حاوی ویروس هستند جلوگیری کند؛ پوشاندن دهان و بینی در زاویهٔ داخل آرنج روش توصیه شده‌است. پس از سرفه و عطسه بهتر است که دست‌ها شسته یا ضدعفونی شوند.
- مراجعه به مراکز درمانی در صورت بروز علایم بیماری: این علایم شامل تب، سرفه و عطسه، و مشکلات تنفسی هستند. با این حال اگر فرد تنها علایم خفیفی دارد و سابقهٔ سفر یا زندگی در مکان‌هایی که این بیماری فراگیر بوده (مثل کشور چین در مورد کروناویروس جدید) ندارد، بهتر است که در منزل بماند و تا زمان بهبودی کامل به رعایت نکات بهداشتی بالا بپردازد.
- رعایت احتیاطات در برخورد با حیوانات یا محصولات گوشتی: کسانی که به هر نحو با گوشت یا محصولات گوشتی سروکار دارند (از جمله کسانی که برای خرید این محصولات به فروشگاه مراجعه می‌کنند) باید اصول بهداشتی را رعایت کنند؛ از جمله باید از تماس مستقیم دست با حیوانات یا گوشت خودداری کنند، از تماس دست با چشم، بینی یا دهان پرهیز کنند، و دست‌هایشان را مرتب بشویند یا ضدعفونی کنند. این قاعده شامل تمام انواع گوشت (از جمله پرندگان و ماکیان) و فضولات حیوانی نیز می‌شود.
- پرهیز از مصرف گوشت خام یا نپخته: مصرف گوشت نپخته می‌تواند به انتقال ویروس منجر شود.
- دور انداختن دستمال پس از مصرف: هر گاه از دستمال کاغذی برای پاک کردن صورت یا دست یا برای جلوگیری از پخش عطسه استفاده شد، باید این دستمال بلافاصله دور انداخته شود. دستمال‌های پارچه‌ای باید پس از هر بار مصرف به خوبی شسته شوند.

افرادی که به بیماری مبتلا هستند یا به آن مشکوک هستند باید از حضور در جمع خودداری کنند.

### ماسک

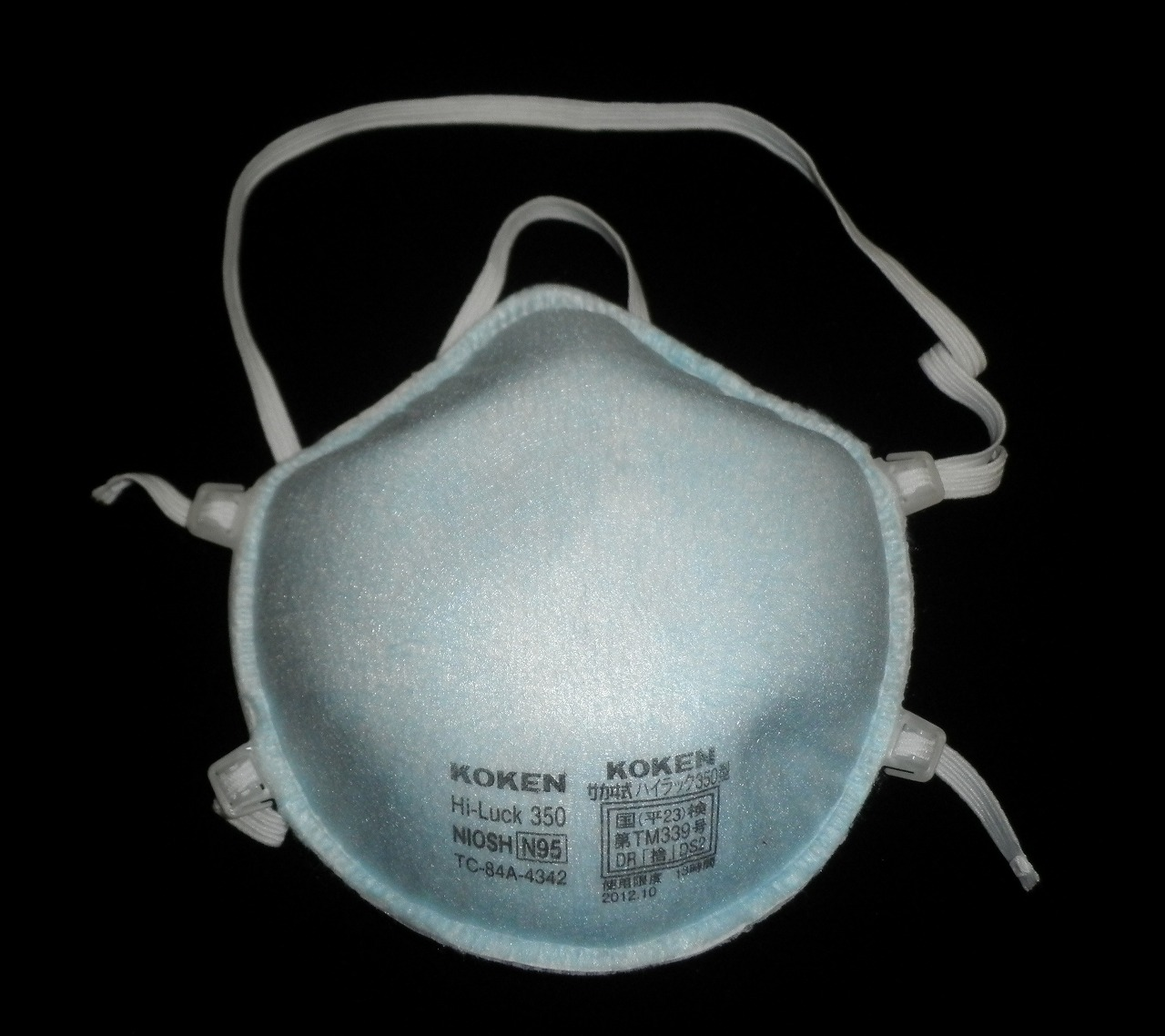
تصویر یک ماسک ان۹۵

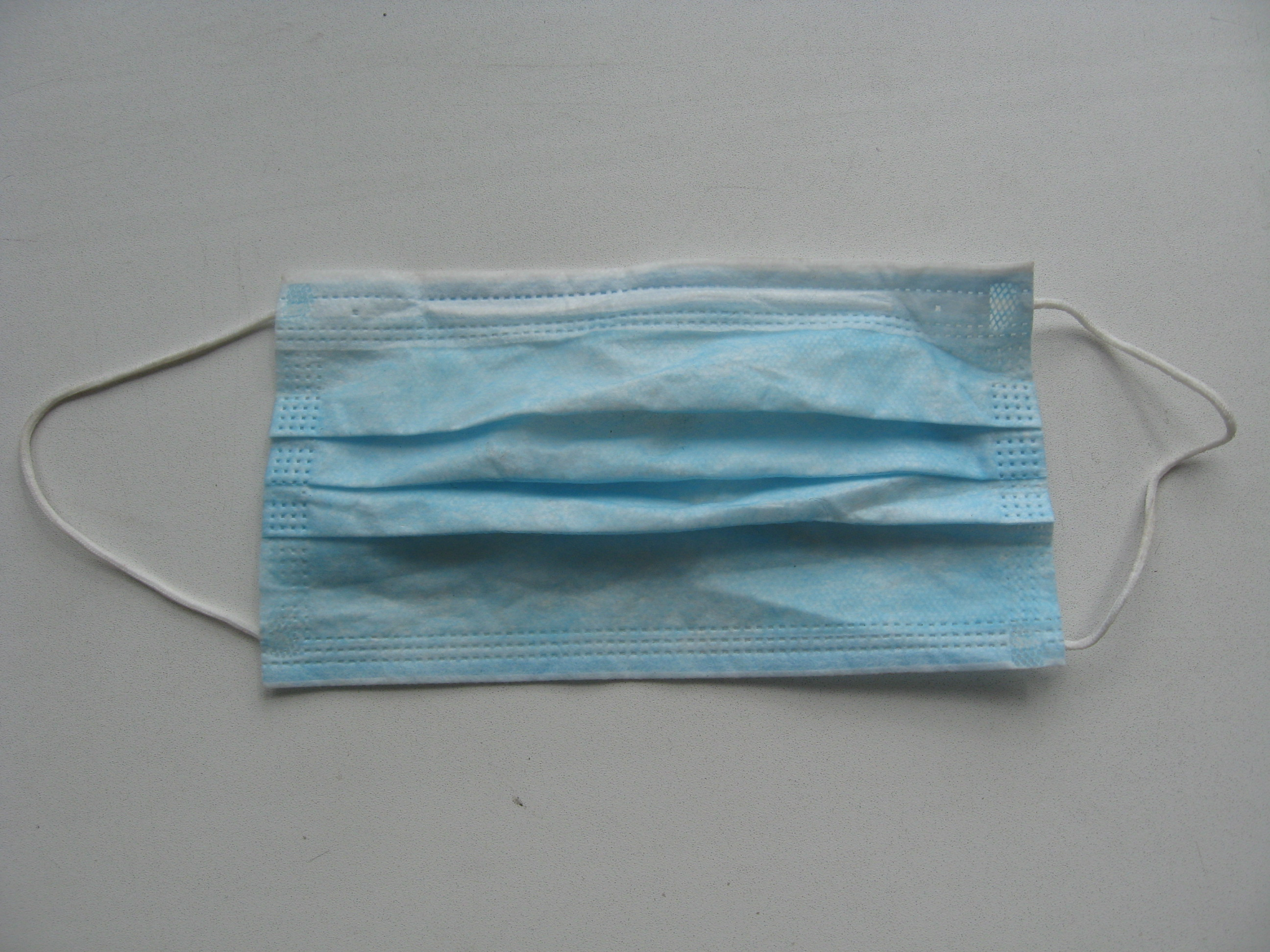
تصویر یک ماسک جراحی

در خصوص کروناویروس جدید، سازمان جهانی بهداشت استفاده از ماسک ن۹۵ (N95) را تنها برای آن دسته از ارائه‌دهندگان خدمات سلامت (نظیر پزشکان و پرستاران) ضروری می‌داند که مشغول فعالیتی هستند که منجر به پخش شدن ترشحات مخاطی یک فرد مبتلا یا مشکوک به بیماری می‌شود؛ نمونه‌های این فعالیت‌ها عبارتند از لوله‌گذاری تراشه، تنفس مکانیکی، تراکستومی، احیای قلبی ریوی، تنفس مصنوعی به روش دستی، و برونکوسکوپی. در سایر حالات، ارائه‌دهندگان خدمات سلامت نیازی به استفاده از چنان ماسکی ندارند؛ اما در زمان ورود به اتاق بیماری که ابتلا به کروناویروس جدید در وی قطعی یا محتمل است می‌بایست از ماسک جراحی معمولی استفاده کنند.
کسانی که به این بیماری مبتلا هستند یا مشکوک به آن هستند نیز باید در زمانی که در مکان‌های شلوغ حضور دارند از ماسک جراحی معمولی استفاده کنند. اما زمانی که در یک اتاق تنها هستند نیازی به استفاده از ماسک ندارند. در چنین شرایطی بهتر است که تهویهٔ اتاق تا حد امکان رعایت شود (مثلاً پنجره اتاق باز نگاه داشته شود).
سایر توصیه‌های سازمان جهانی بهداشت در مورد ماسک از این قرار هستند:
- ماسک باید به‌طور کامل بینی و دهان را بپوشاند.
- در طول مدت استفاده، از تماس دست با ماسک پرهیز شود
- گذاشتن و برداشتن ماسک به روش صحیح انجام شود (از عقب و با استفاده از بندهای ماسک، نه از جلو و با تماس مستقیم دست با خود ماسک).
- پس از تماس دست با ماسک (مثلاً در زمان دور انداختن آن) دست‌ها شسته یا ضدعفونی شوند.
- هرگاه ماسک مرطوب شده باشد باید تعویض گردد.
- ماسک‌های یکبار مصرف پس از استفاده دور انداخته شوند.
- از استفاده از ماسک‌های پارچه‌ای (چندبار مصرف) پرهیز شود.

استفاده از ماسک توسط عموم مردم (افراد غیر بیمار) توصیه نمی‌شود. از آنجا که انتقال این بیماری از فردی به فرد دیگر عمدتاً در فاصلهٔ نزدیک اتفاق می‌افتد، پوشیدن ماسک در خارج از فضاهایی که بیماران در آن هستند (مثل بیمارستان) مفید نیست.

### واکسن
برای کروناویروس مرس هنوز هیچ واکسنی وجود ندارد. تلاش‌هایی برای ساختن واکسنی علیه کروناویروس سارس انجام گرفته‌است اما واکسنی که برای انسان‌ها بی‌خطر و مؤثر باشد هنوز تولید نشده‌است. تلاش‌های زیادی برای ایجاد واکسنی برای کروناویروس جدید با توجه به ساختار RNA آن در جریان است.
- بریتانیا: محققان دانشگاه آکسفورد در حال آزمایش انسانی یک واکسن و بررسی عملکرد آن هستند، این محققان می‌گویند در کسانی که این واکسن را دریافت کرده‌اند ایمنی در مقابل ویروس تا اندازه زیادی افزایش پیدا کرده‌است، دولت بریتانیا ۱۰۰ میلیون دوز از این واکسن را پیش خرید کرده است.[۲۵]
- چین:
- روسیه:

### بستگان و نزدیکان
توصیهٔ سازمان جهانی بهداشت برای مراقبت از موارد خفیف‌تر بیماری در منزل شامل این موارد است:
- بیمار در اتاقی که تهویهٔ کافی دارد نگاه داشته شود.[۲۷]
- میزان تحرک بیمار محدود نگه داشته شود و اطمینان حاصل شود که قسمت‌های مشترک منزل که در آن رفت‌وآمد دارد (مثل آشپزخانه یا دستشویی) دارای تهویهٔ کافی هستند.[۲۸]
- اگر افراد دیگر قادر نیستند که در اتاق جداگانه‌ای زندگی کنند، همیشه حداقل یک متر فاصله را با شخص بیمار حفظ کنند.[۲۹]
- تعداد افرادی که از بیمار نگهداری می‌کنند در حداقل ممکن باشد.[۳۰]
- به رعایت بهداشت دست‌ها توجه شود. از دستکش و دستمال کاغذی یکبار مصرف برای خشک‌کردن دست‌ها استفاده شود و هر دو پس از مصرف دور انداخته شود.[۳۱]
- اگر بیمار خلط دارد یا سرفه و عطسه می‌کند به وی ماسک جراحی داده شود تا در تمام زمان‌های ممکن از آن استفاده کند.[۳۲]
- کسی که از بیمار نگهداری می‌کند از یک ماسک که به خوبی روی صورت فیت می‌شود استفاده کند. از دست زدن به ماسک خودداری شود و پوشیدن و درآوردن آن از پشت سر با کمک بندها انجام شود.[۳۳]
- سطوحی که از طریق آن بیماری قابل انتقال است (نظیر دستگیره درها، البسه، ملحفه و غیره) با محلول سدیم هیپوکلریت ۰٫۵ درصد (همان آب ژاول) به‌طور مرتب (دستکم روزانه) ضدعفونی شوند.[۳۴]

### تضمین عملکرد درست سیستم ایمنی
پزشکان توصیه می‌کنند برای تضمین کارکرد درست سیستم ایمنی بدن برای مقابله با این ویروس ورزش انجام شود و سیگار ترک گردد. استفاده از پروتئین، فیبر، ویتامین و مواد معدنی کافی ضروری است. مرکز کنترل و پیشگیری از بیماری‌ها توصیه به سالم خوردن، ورزش منظم و خواب کافی و خودداری از الکل و مواد مخدر کرده‌است.

## درمان
هیچ داروی ضد ویروس مشخصی برای این بیماری تأیید نشده‌است و درمان قطعی برای این بیماری وجود ندارد. نشانه‌های بیماری (نظیر تب) صرفاً با مراقبت حمایتی کنترل می‌شود. در موارد شدید، درمان می‌تواند شامل درمان‌های حمایتی از اعضای حیاتی بدن نیز بشود. سازمان جهانی بهداشت توصیه‌های درمانی مشروحی برای بیماران بستری مبتلا به عفونت حاد تنفسی (SARI) مشکوک به عفونت SARS-CoV-2 منتشر کرده‌است. سازمان جهانی بهداشت همچنین توصیه کرده داوطلبان در کارآزمایی‌های تصادفی کنترل‌شده برای آزمودن مؤثر بودن و ایمنی درمان‌های احتمالی شرکت کنند. بعضی داروها از سوی مقامات کره ای و چینی توصیه شده‌است. آزمایش بسیاری از ضدویروس‌ها بر بیماران مبتلا به بیماری کروناویروس شروع شده از جمله اسلتامیویر، لوپیناویر/ریتوناویر، گان‌سیکلوویر، فاویپیراویر، بالوکساویر ماربوکسیل، اومیفنوویر، اینترفرون آلفا ولی در حال حاضر داده‌ای برای پشتیبانی از استفاده از آنها وجود ندارد. کره‌ای‌ها لوپیناویر/ریتوناویر یا کلروکینو نسخه هفتم دستورالعمل چین اینترفرون، لوپیناویر/ریتوناویر، ریباویرین، کلروکین و/یا اومیفنوویر را توصیه می‌کنند. شعبه پکن کمیسیون ملی بهداشت چین توصیه کرده در غیاب داروی تأیید شده برای این بیماری از لوپیناویر/ریتوناویر به عنوان بخشی از برنامه‌های درمانی استفاده شود. چند کارآزمایی بالینی هم برای استفاده از داروی رمدسیویر در حال انجام است. در کشورهای چین و ایتالیا، یک دوره درمانی تجربی با توسیلیزومب برای کنترل کروناویروس درحال انجام است.
در تاریخ 17 خرداد سال 1400، شرکت دارویی میم دارو داروی گیاهی سالیراویرا را به عنوان داروی درمانی برای بیماری کرونا رونمایی کرد  . بر اساس اطلاعات منتشره، کارآزمایی بالینی داروی سالیراویرا در بیمارستان امام خمینی تهران انجام شده و این دارو موجب کاهش 46 درصدی در میانگین دوره درمان بیماری کرونا و کاهش بار ویروسی در فرد مبتلا به بیماری میشود.  پیش از این چندین داروی گیاهی با عنوان افزایش ایمنی بدن به عنوان داروهای کمک درمانی برای بیماری کرونا معرفی شده بودند اما سالیراویرا اولین دارویی است که به عنوان یک داروی گیاهی آنتی وایرال معرفی شده است.
درمان موارد جدی عفونت بهتر است که در بیمارستان انجام شود اما سازمان جهانی بهداشت توصیه می‌کند که وقتی درمان بیمارستانی میسر نیست یا خطرناک است (مثلاً وقتی که تخت‌های بیمارستانی موجود نیست یا بیمارستان از پذیرش بیمار خودداری می‌کند) باید به درمان بیمار در منزل نیز توجه ویژه نشان داد.
مطابق توصیه سازمان جهانی بهداشت، درمان موارد شدید بیماری شامل موارد زیر است:
- قدم اول در درمان موارد شدید بیماری، اجرای اقدام‌های لازم برای پیشگیری و کنترل سرایت بیماری به دیگران است؛ این شامل اقدامات احتیاطی در برابر انتشار بیماری از طریق قطرات، تماس مستقیم، و ریز قطره‌هایی است که در حین پروسه‌های بالینی نظیر احیای قلبی ریوی آزاد می‌شوند.[۵۹]
- قدم بعدی، انجام اقدامات حمایتی است. در بیمارانی که اختلال تنفسی پیدا کرده‌اند، اکسیژن باید به حدی داده شود که غلظت اکسیژن خون به بالای ۹۰٪ برسد. اگر بیمار علائم شوک ندارد از تزریق مایعات تنها به مقدار محدود باید بهره برد. اگر بیمار عفونت هم پیدا کرده‌است می‌بایست از داروی ضدمیکروب مناسب (نظیر آنتی‌بیوتیک مناسب در موارد سپتیسمی) استفاده کرد. استفاده از کورتیکواستروئیدها در مواردی که بیماری فقط ویروسی است توصیه نمی‌شود مگر آنکه دلیل دیگری برای استفاده از آن‌ها وجود داشته باشد.[۶۰]
- در ادامه بیمار تحت مراقبت دقیق قرار می‌گیرد تا در صورت بروز علائم نارسایی ارگان‌های حیاتی، اقدام لازم صورت بگیرد. همچنین درمان بیماری‌های دیگری که به‌طور همزمان وجود دارند به شکل مناسب ادامه می‌یابد.[۶۱]
- آگاه ساختن بیمار و همراهانش از میزان وخامت بیماری و پیش‌آگهی آن ضروری است.[۶۲]
- بیماران باید از نظر ابتلا به عفونت‌های خونی بررسی و در صورت نیاز درمان شوند.[۶۳]
- تشخیص قطعی ابتلا به کروناویروس نیز باید با کمک آزمایش پی‌سی‌آر روی دو نمونه انجام شود که یکی از مجاری تنفسی فوقانی (نظیر حلق یا بینی) تهیه شده باشد و دیگری از مجاری تنفسی تحتانی (نظیر خلط یا نمونه‌گیری در حین شست‌وشوی ریه)[۶۴]